# Pfarrkirche Gnesau

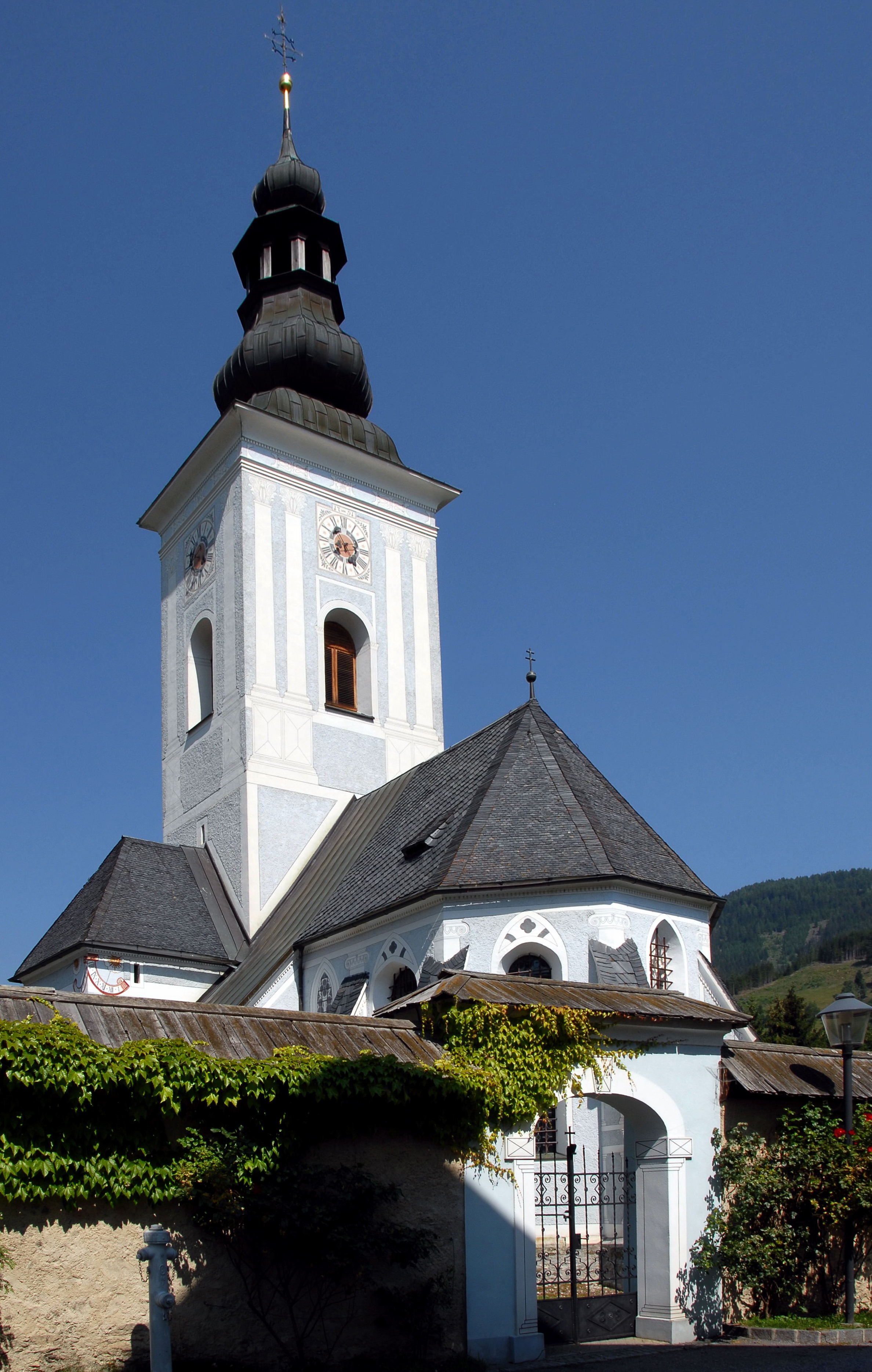

Die dem heiligen Leonhard geweihte römisch-katholische Pfarrkirche Gnesau, eine ehemalige Wehrkirche, umgeben von einem Wehrkirchhof, steht im Dorf Gnesau in der Gemeinde Gnesau in Kärnten. Urkundlich 1213 erwähnt, wird die Kirche 1499 erstmals als Pfarre genannt.

## Baubeschreibung
Die romanische Chorturmkirche ist eine Saalkirche, die auf einen Bau vor 1213 aufbaut. Sie ist äußerlich durch die Höherlegung des Gewölbes verändert. Dabei verloren die am Bau noch vorhandenen Schießscharten ihre ursprüngliche Bedeutung. Der Turm mit einem Kern aus dem 14. Jahrhundert wurde 1723 erhöht und mit einem barocken Zwiebelhelm versehen. Daran schließt der spätgotische Chor aus dem letzten Drittel des 15. Jahrhunderts, der von gestuften Strebepfeilern gestützt wird. Im östlichen Spitzbogenfenster hinter dem Hochaltar hat sich das ursprüngliche Maßwerk erhalten. Die übrigen Fenster wurden im späten 18. Jahrhundert mit der Kirchenfassade verändert, als diese eine klassizistische Architekturgliederung erhielt. Die als glatte, helle Gliederung in den Rauputz versenkten Formen zeigen neben Pilastern und Bändern ionische Säulen und gotische Fensterformen. Die Eingangsportale an der West- und Südseite mit gotischen Türen werden durch Pfeilervorhallen geschützt. In der südlichen Vorhalle ist ein Opfertisch aufgebaut.
Im Turm sind folgende Glocken erhalten: von Peter Pfinzing, datiert 1491, von Heinrich Dirsam, datiert 1592, von David Polster, datiert 1656 und eine von 1485.
Das annähernd quadratische Langhaus wird durch zwei achteckige Pfeiler in drei Schiffe geteilt. Darüber erhebt sich ein Stichkappengewölbe auf Konsolen. Die Orgelempore mit vorgewölbter Brüstung aus polychromiertem Holz entstand um 1780. An den spitzbogigen Triumphbogen schließt das Turmquadrat mit einer Spitztonne und der zweijochige Chor mit einem Fünfachtelschluss. Als Baumeister des Chores wird Bartholomäus Vierthaler angenommen. Über dem Chor ruht ein netzförmiges Kreuzrippengewölbe auf zarten Diensten mit Blattwerkskapitellen. Vom Turmquadrat führt ein kleines Rundbogenportal in die ehemalige Sakristei im Norden und ein spätgotisches Kielbogenportal mit eisenbeschlagener Tür in die südliche, heutige Sakristei mit einem Sterngratgewölbe. Der gotische Schlussstein am Scheitel des Chorhaupts zeigt die Imago Christi. Die Glasfenster gestaltete 1982 Günther Kraus.

## Einrichtung

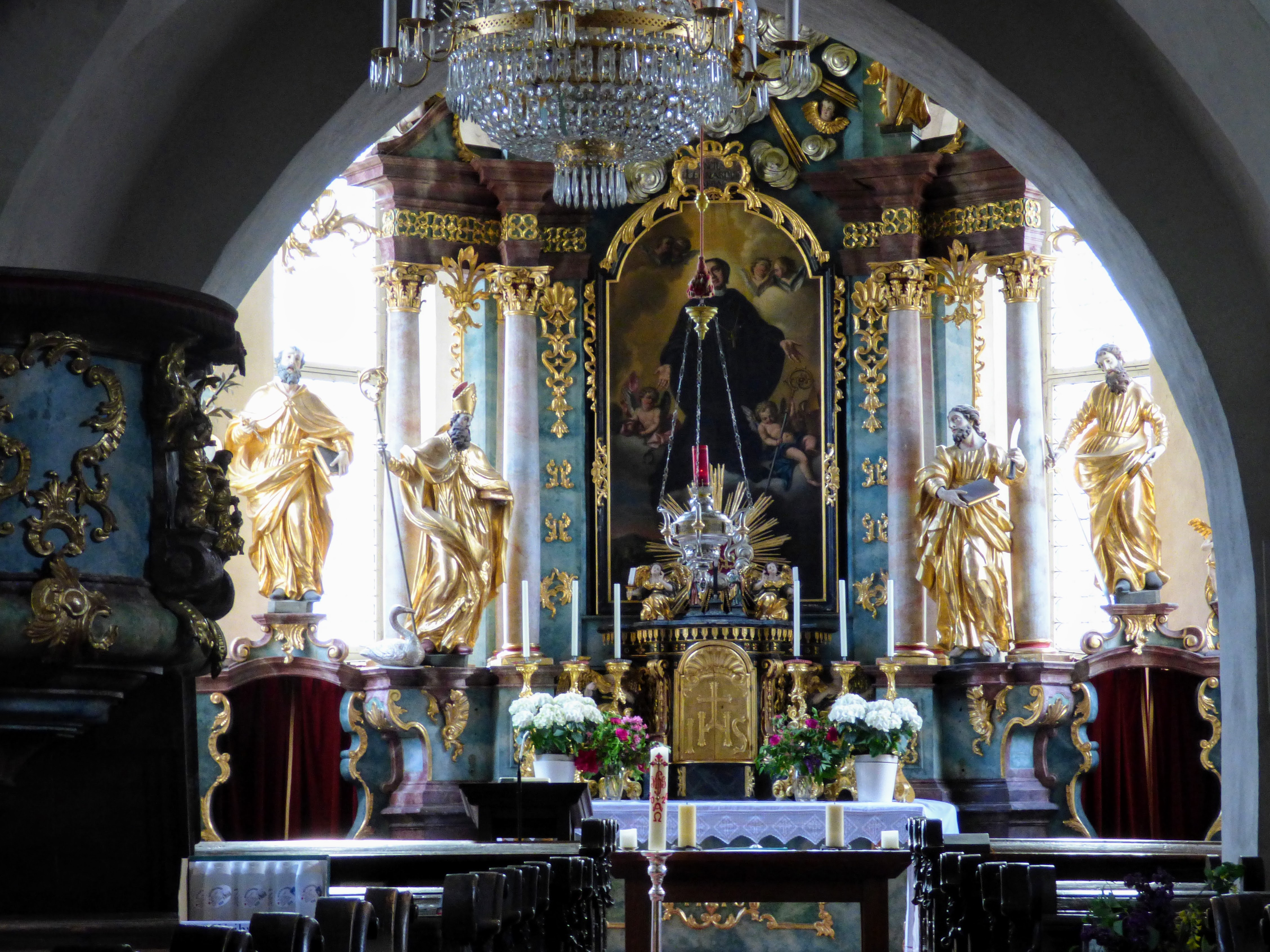
Inneres der Pfarrkirche Gnesau

Der Hochaltar von 1760 füllt den Chor in Höhe und Breite aus. Das Mittelbild zeigt den heiligen Leonhard. Daneben stehen die Figuren der Heiligen Martin von Tours und Bartholomäus und über den Opfergangsportalen die Apostelfürsten Simon Petrus und Paulus von Tarsus. Im Aufsatz ist eine Krönung Mariens zwischen den Pestheiligen Sebastian und Rochus von Montpellier zu sehen.
Die beiden Seitenaltäre von 1771 sind Werke des Tischlers Anton Zöderer und des Malers Peter Kröll. Das Altarblatt des linken Seitenaltars stellt den Anna Maria lesen lehrend dar, daneben die Statuen der Heiligen Jakobus der Ältere und Joachim. Das Bild der heiligen Barbara von Nikomedien am rechten Seitenaltar wird flankiert von den Statuen der Heiligen Katharina von Alexandrien und Margareta von Antiochia. 
Auf der 1771 von Anton Zöderer geschaffene Kanzel sind am Kanzelkorb die vier Evangelisten und am Schalldecken Putti mit den Symbolen der Theologische Tugenden. Im Chor steht eine Konsolstatue einer bedeutenden Skulptur einer Mondsichelmadonna der jüngeren Villacher Werkstatt um 1520 sowie ein heiliger Josef von Nazaret vom Beginn des 18. Jahrhunderts.
Zur weiteren Ausstattung der Kirche gehören ein Betgestühl von 1760 und ein spätgotischer Taufstein.